# Lone Survivor (Film)
Lone Survivor ist ein US-amerikanischer Kriegsfilm aus dem Jahr 2013. Regie führte Peter Berg, der auch das Drehbuch schrieb. Der Film basiert auf dem gleichnamigen Tatsachenbericht des ehemaligen United States Navy SEALs Marcus Luttrell. Die Hauptrollen spielten Mark Wahlberg, Taylor Kitsch, Emile Hirsch, Ben Foster und Eric Bana.

## Handlung
Während des Krieges in Afghanistan führen die amerikanischen Streitkräfte am 28. Juni 2005 die Operation Red Wings durch, deren Ziel die Tötung oder Gefangennahme des Talibananführers Ahmad Shah ist.
Das Team besteht aus den vier Navy SEALs Marcus Luttrell, Michael „Mike“ Murphy, Danny Dietz und Matthew „Axe“ Axelson. Luttrell und Axelson sind Scharfschützen, Dietz ist für die Kommunikation verantwortlich und Murphy ist der Anführer. Die Gruppe wird nachts per Helikopter in sicherer Entfernung zum Dorf, in dem Shah sich aufhält, abgesetzt und marschiert von dort zu einem Beobachtungspunkt an einem Berghang oberhalb des Dorfes. Auf dem Weg dorthin berichten sie regelmäßig per Funk an die vorgeschobene Basis in Dschalalabad, wo ein Unterstützungsteam bereitsteht, um im Notfall schnell eingreifen zu können. Weitere Verstärkung wird in Bagram stationiert. Am Beobachtungspunkt angekommen entdeckt das Team Shah im Dorf, kann dies jedoch nicht umgehend melden, da die Berge den Funk stören. Bald darauf werden sie von afghanischen Ziegenhirten entdeckt, die sie zunächst festhalten. Da die Mission bereits jetzt zu scheitern droht, versuchen sie den Leiter der Operation Lieutenant Commander Erik Kristensen in Bagram per Satellitentelefon zu erreichen. Nach einiger Diskussion beschließen sie, die Hirten gehen zu lassen. Diese benachrichtigten umgehend lokale Taliban und diese nehmen die Verfolgung der US-Soldaten auf. Das SEAL-Team flieht durch die Berge und wird binnen einer Stunde von Taliban angegriffen. In darauf folgenden Feuergefechten während der fortgesetzten Flucht, werden zunächst Dietz, dann Murphy und schließlich Axelson getötet. Weil die Apache-Kampfhubschrauber nicht rechtzeitig bereitstehen, fliegt Kristensen mit einigen SEALs und Mitgliedern des 160th Special Operations Aviation Regiments mit zwei MH-47 Chinook eine Rettungsmission. Beim versuchten Absetzen der Männer wird einer der Hubschrauber von einer RPG abgeschossen, wobei alle 16 Soldaten an Bord getötet werden. Der andere kehrt unverrichteter Dinge zum Stützpunkt zurück.
Luttrell überlebt die Operation als Einziger schwer verletzt und wird von Einheimischen aus einem anderen Dorf aufgenommen und vor den Taliban beschützt. Die Dorfbewohner benachrichtigen die nächste US-Basis, so dass er nach sechs Tagen von amerikanischen Soldaten gerettet werden kann.

## Dreharbeiten
Die Dreharbeiten sollten Mitte September 2012 beginnen, fanden jedoch erst ab Oktober desselben Jahres statt. Der Filmdreh spielte sich an verschiedenen Drehorten in New Mexico ab. Die Produktion erhielt dort eine Steuergutschrift von 25 % für Dreharbeiten. Berg wurde kreative Autonomie gewährt, da Universal die Produktion des Films nicht vollständig beaufsichtigte. Mit Lone Survivor setzte Berg sein Markenzeichen fort, Kriegsveteranen als Teil seiner Filmcrew zu haben. Luttrell fungierte zusammen mit mehreren anderen Navy SEAL-Veteranen als technischer Berater während der Produktion. Die Dreharbeiten fanden zuerst in den Sangre de Cristo Mountains des Santa Fe National Forest statt. Acht Tage wurde auf Bergen mit einer Höhe von 3.400 bis 3.700 m gedreht. Bei der Nachbildung des Hindukusch-Gebirges, das sich zwischen Afghanistan und Pakistan erstreckt, drehte das Filmteam dort an 10 verschiedenen Orten im Forest.
Stuntmen erhielten die Aufgabe, die vier Navy SEALs darzustellen, die durch unwegsames Gelände einen Abhang von sechzig Grad Neigung hinunterstürzen. Die Stuntmen verwendeten bei ihren Stürzen von 5–10 Meter hohen Klippen weder Sicherungen noch Attrappen. Mehrere Stuntdarsteller verletzten sich bei den Dreharbeiten, da sich die Stürze als zu schwer zu kontrollieren erwiesen. Die Produktion wurde für zwei Drehwochen nach Chilili (New Mexico) verlegt. Die bewaldeten Gebiete des Ortes wurden verwendet, um mehrere Kampfszenen zu filmen. Außerdem bauten die Setdesigner zwei afghanische Dörfer nach: Eines das im Film von Ahmad Shah (Yousuf Azami) und seinen Taliban-Aufständischen besetzt ist, sowie das paschtunische Dorf Salar Ban, in dem sich Luttrell zeitweise bis zu seiner Rettung aufhielt. Die Dreharbeiten wurden anschließend auf die Kirtland Air Force Base nach Albuquerque verlegt, um Szenen darzustellen, die im Film auf dem Bagram Airfield stattfinden. Die Produktion zog dann in die Soundstages der I-25 Studios in Albuquerque für Bluescreen-Arbeiten. Set Designer bauten dort außerdem die Innenräume des Hauses von Gulab sowie die Innenräume des Bagram Airfield nach. Die Bluescreen-Arbeiten bezogen sich auf die Szene, in der der CH-47 Chinook beim Abschuss in eine schwere Rotation gerät. Außerdem wurde ein Modell eines Berges des Hindukusch nachgebaut. Die Dreharbeiten endeten im November 2012, nach 42 Drehtagen.

## Rezeption
Die amerikanischen Kritiken zum Film fielen tendenziell positiv aus. So erreichte der Film bei Rotten Tomatoes basierend auf 227 Kritiken eine Durchschnittswertung von 75 %. Bei Metacritic lag die Durchschnittsbewertung bei 60 %, basierend auf 44 Kritiken.
Die Kritiken deutschsprachiger Publikationen fielen gemischter aus. Laut Filmstarts sei Lone Survivor zwar ein „intensiver Nonstop-Survival-Actioner“, letztlich jedoch eine „propagandistische Ode an die Navy SEALs“, die von einer „unreflektierten Machohaltung geprägt“ sei. Lone Survivors „plumper Hurra-Amerika-Militarismus“ sei für (deutsche) Zuschauer nur schwer zu ertragen. Der Filmdienst beschreibt Lone Survivor als einen „auf realen Erlebnissen beruhende[n] Kriegsfilm“, welcher die „soldatische Kameradschaft geradezu religiös“ verkläre und die Soldaten zu „gepeinigten Märtyrern“ stilisiere. Der Inszenierung gelinge es nicht, „das Innenleben der Männer auszuleuchten“, auch weise sie nicht den Mut auf, „den Film aus der Grauzone des Propagandistischen herauszuhalten“. Barbara Schweizerhof lobte den Film in der Kritik für die Spex hingegen als einen der „interessantesten Kriegsfilme der letzten Jahre“. Positiv hob sie neben den Leistungen der Schauspieler vor allem die „detailverliebte Tontechnik“ und „präzise Schnittchoreografie“ hervor, welche die Kämpfe „fast unerträglich nah“ an das Publikum heranbrächten. OutNow.ch resümierte, dass der Film zwar die US-Soldaten in den Mittelpunkt stelle, „während die Taliban hinter ihren Bärten anonym bleiben“, doch er überzeuge „in seiner Machart, der Dramatik und dem Schauspiel“. Peter Berg habe einen „guten Weg“ gefunden, um Kriegsfilme auch fürs „Mainstream-Publikum“ interessant zu machen. Marlene Blenig schrieb auf Filmering.at, dass Lone Survivor „seit längerem wieder einmal ein sehenswertes Leinwandschauspiel des Genres“ sei, das zwar hierzulande aufgrund des „nichtvergleichbaren Bezug[s] zum Afghanistankrieg“ möglicherweise nicht dieselbe „Begeisterungswelle“ wie in den USA auslösen werde, Genre-Fans aber nicht enttäusche. Außerdem würden Zuschauer, die „aus Interesse an der wahren Begebenheit“ das Kino besuchen, mit einem „emotionsreichen Ende“ belohnt.
Vor allem in den Vereinigten Staaten lief der Film sehr erfolgreich an. Weltweit hatte Lone Survivor bei einem Produktionsbudget von 40 Mio. US-Dollar mit Stand vom September 2015 über 149 Mio. US-Dollar eingespielt.

## Synchronisation
| Rolle                 | Darsteller       | Synchronsprecher         |
| --------------------- | ---------------- | ------------------------ |
| Marcus Luttrell       | Mark Wahlberg    | Oliver Mink              |
| Michael „Mike“ Murphy | Taylor Kitsch    | Stefan Günther           |
| Danny Dietz           | Emile Hirsch     | Nils Dienemann           |
| Matt Axelson          | Ben Foster       | Hubertus von Lerchenfeld |
| Erik Kristensen       | Eric Bana        | Benjamin Völz            |
| Shane Patton          | Alexander Ludwig | Max Felder               |
| Sergeant Hasslert     | Jerry Ferrara    | Maximilian Laprell       |

## Sonstiges
Marcus Luttrell hat zu Beginn des Filmes einen Cameoauftritt als SEAL namens Frankie. Unter anderem verschüttet dieser am Frühstückstisch absichtlich seinen Kaffee und befiehlt dem SEAL-Neuling Shane Patton in einer Art Initiationsritual als „ersten Missionsauftrag“, sauberzumachen. Er ist auch in einem der CH-47 der QRF (quick reaction force) zu sehen, die den Evakuierungs-Versuch machen.
Luttrell übertrieb in seinem Buch, auf dem der Film basiert, extrem die Zahl der Gegner, die vermutlich eher um die 20 betragen haben dürfte, nicht über 200 Taliban, wie er angab.

## Auszeichnungen
Oscarverleihung 2014
- Nominierung in der Kategorie Bester Ton für Andy Koyama, Beau Borders und David Brownlow[23]
- Nominierung in der Kategorie Bester Tonschnitt für Wylie Stateman[23]

Critics’ Choice Movie Awards 2014
- Auszeichnung in der Kategorie Bester Actionfilm
- Auszeichnung in der Kategorie Bester Schauspieler in einem Actionfilm für Mark Wahlberg

Screen Actors Guild Awards 2014
- Auszeichnung in der Kategorie Bestes Stuntensemble in einem Film

Las Vegas Film Critics Society Awards 2013
- Auszeichnung als Bester Actionfilm[24]
- Platz 10 der Top 10 Films des Jahres 2013[24]